# Landschaftsschutzgebiet Hoppecketal südlich Beringhausen

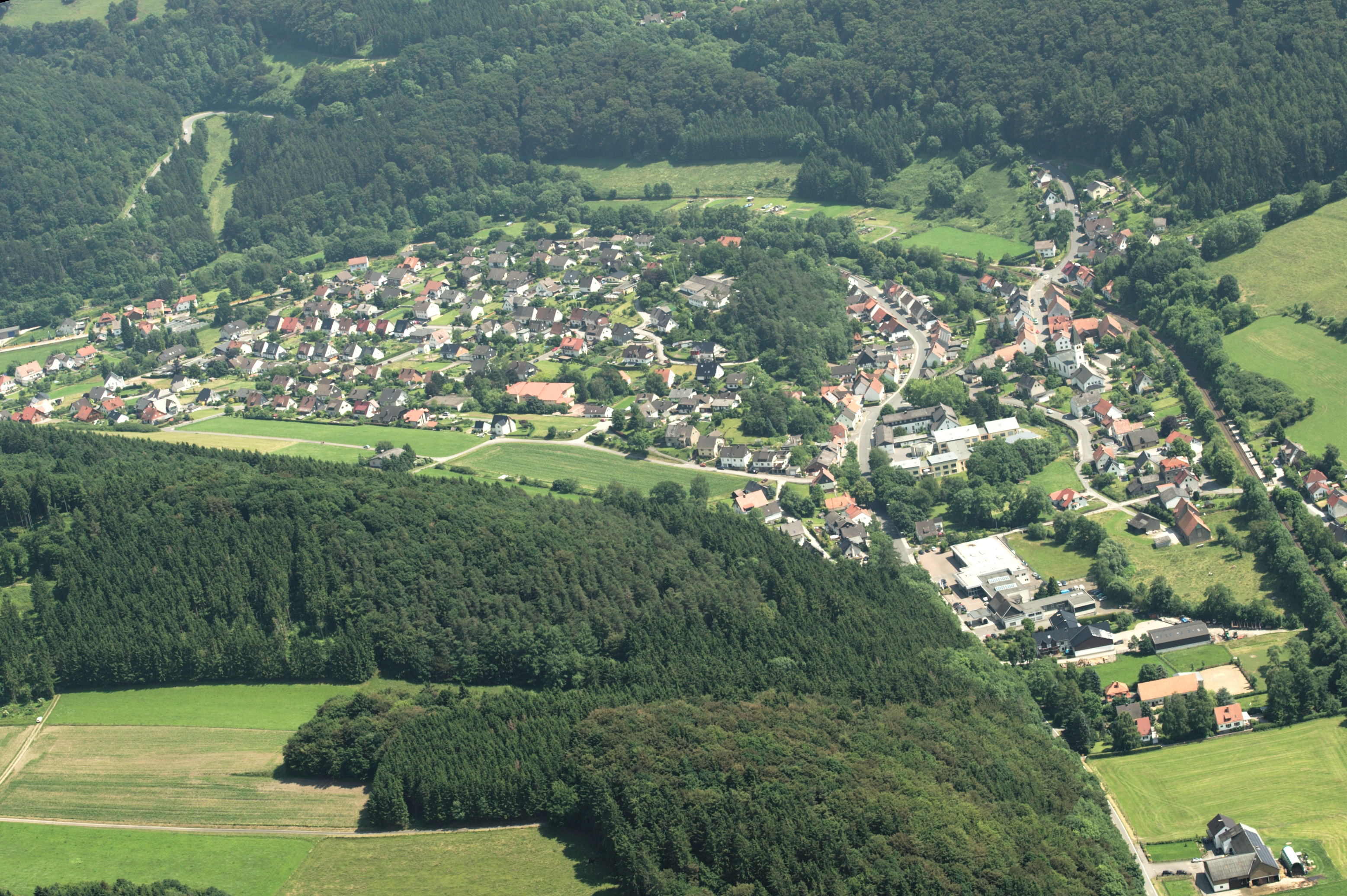
Landschaftsschutzgebiet Hoppecketal südlich Beringhausen oberhalb vom Dorf

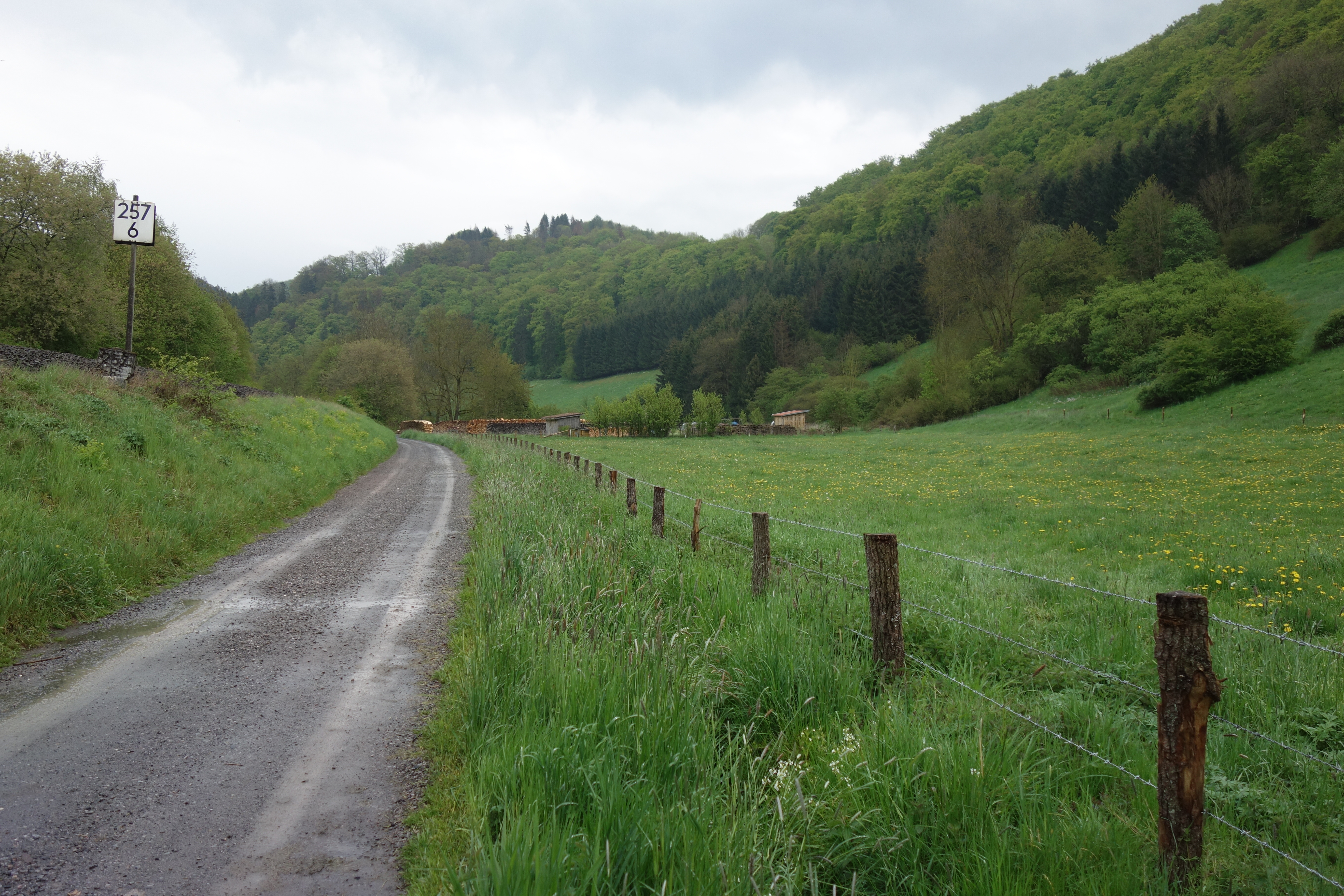
Landschaftsschutzgebiet vom Westrand

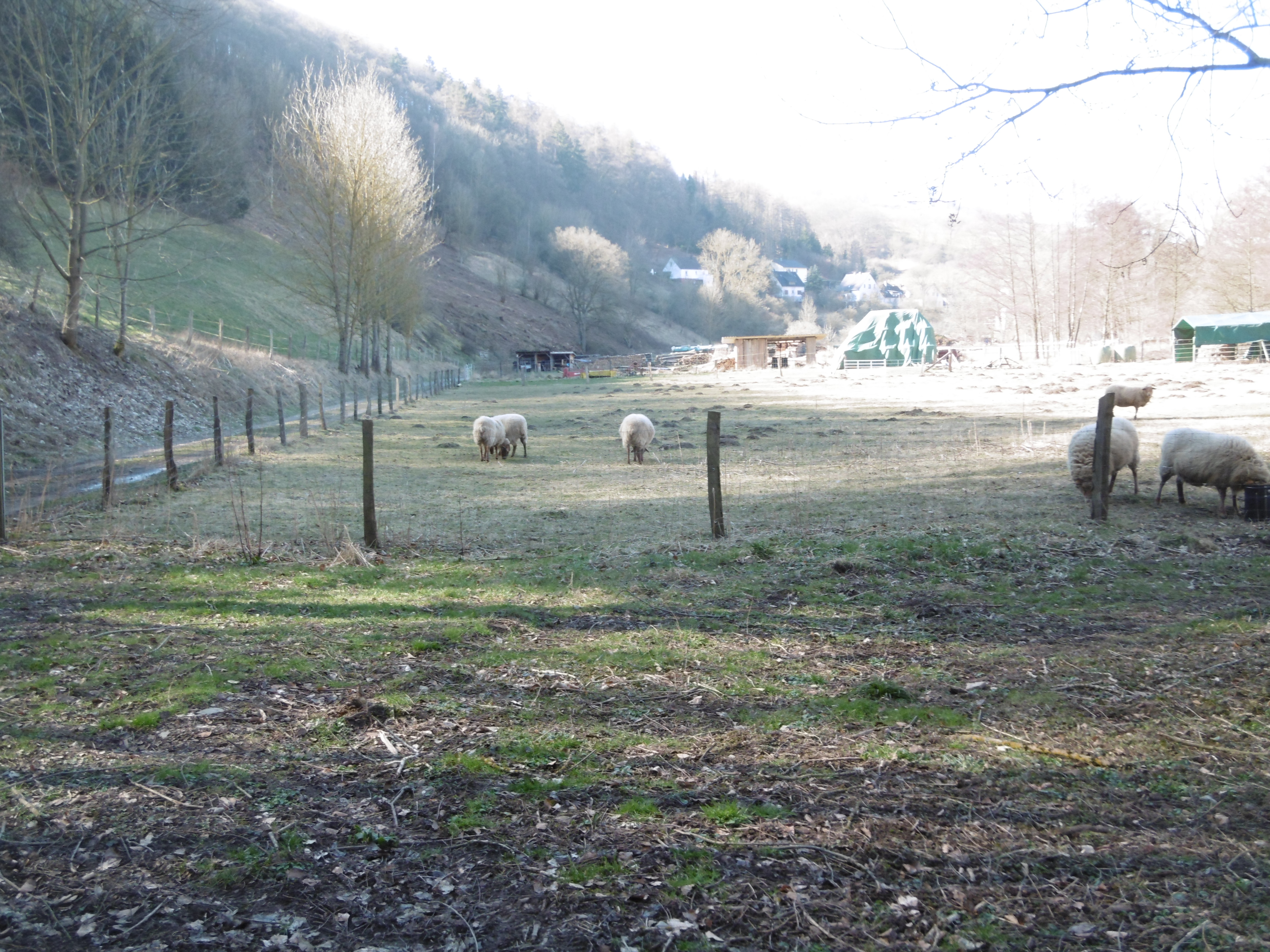
Landschaftsschutzgebiet vom Ostrand

Das Landschaftsschutzgebiet Hoppecketal südlich Beringhausen ein 9,7 ha großes Landschaftsschutzgebiet (LSG) südlich von Beringhausen im Stadtgebiet von Marsberg. Das Gebiet wurde 2002 mit dem Landschaftsplan Hoppecketal durch den Kreistag des Hochsauerlandkreises ausgewiesen. Im Norden grenzt es an die Obere Ruhrtalbahn.

## Beschreibung
Beim Landschaftsschutzgebiet Hoppecketal südlich Beringhausen handelt es sich um einen Teil der Hoppecketalaue mit Grünland. Teilflächen sind brach gefallen. Die Obere Ruhrtalbahn trennt das LSG von Beringhausen. Westlich grenzt die Bebauung direkt an. Auch der Unterlauf des Bellergrundes als rechter Hoppeckezufluss gehört zum LSG. Der Unterlauf des Bellergrundes ist nach dem Landschaftsplan aus Gründen des Arten- und Biotopschutzes Teil der Festsetzung.

## Schutzzweck
Die Ausweisung erfolgte zur Erhaltung, Ergänzung und Optimierung eines Grünlandbiotop-Verbundsystems in den Talauen und den Magergrünland-Gesellschaften in den Naturschutzgebieten, damit Tiere und Pflanzen Wanderungs- und Ausbreitungsmöglichkeiten behalten, und zum Erhalt der Vorkommen geschützter Vogelarten sowie zum Schutz artenreicher Pflanzengesellschaften.

## Rechtliche Rahmen
Das Landschaftsschutzgebiet Hoppecketal südlich Beringhausen wurde als eines von 38 Landschaftsschutzgebieten vom Typ C im Stadtgebiet von Marsberg ausgewiesen. Im Stadtgebiet Marsberg gibt es auch vier Landschaftsschutzgebiete vom LSG Typ A, Allgemeiner Landschaftsschutz, wo unter anderem das Errichten von Bauten verboten ist. Ferner gibt es 25 Landschaftsschutzgebiete vom LSG Typ B, Ortsrandlagen und Landschaftscharakter, wo zusätzlich Erstaufforstungen und auch die Neuanlage von Weihnachtsbaumkulturen, Schmuckreisig- und Baumschulkulturen verboten sind. Wie in den anderen 37 Landschaftsschutzgebieten vom Typ C im Landschaftsplangebiet Marsberg besteht im LSG zusätzlich ein Umwandlungsverbot von Grünland und Grünlandbrachen in Acker oder andere Nutzungsformen. Eine maximal zweijährige Ackernutzung innerhalb von zwölf Jahren ist erlaubt, falls damit die Erneuerung der Grasnarbe vorbereitet wird. Dies gilt als erweiterter Pflegeumbruch. Beim erweiterten Pflegeumbruch muss ein Mindestabstand von 5 m vom Mittelwasserbett eingehalten werden.

## Galerie

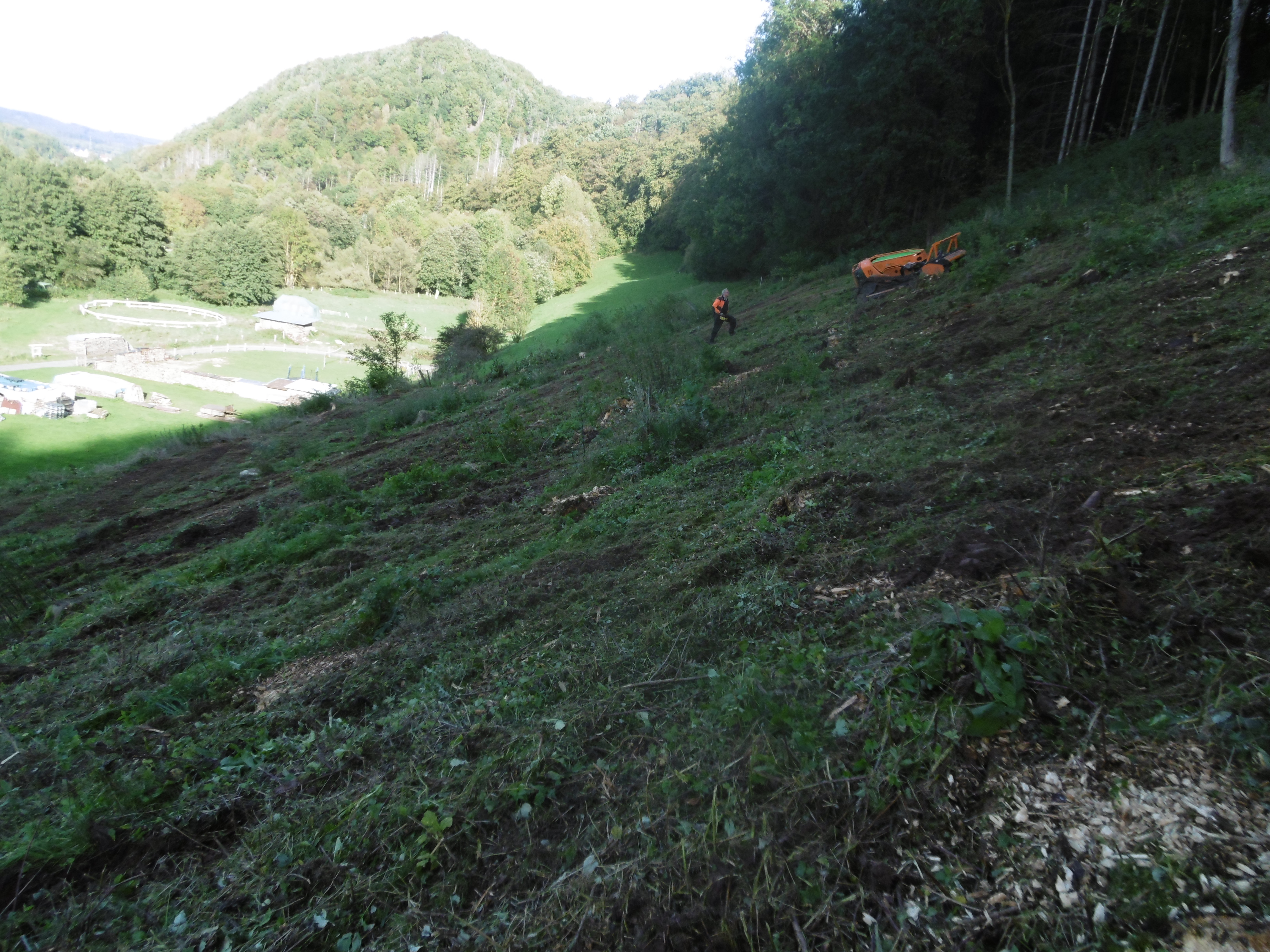
Landschaftspflegetrupp der Biologischen Station beim Mulchen
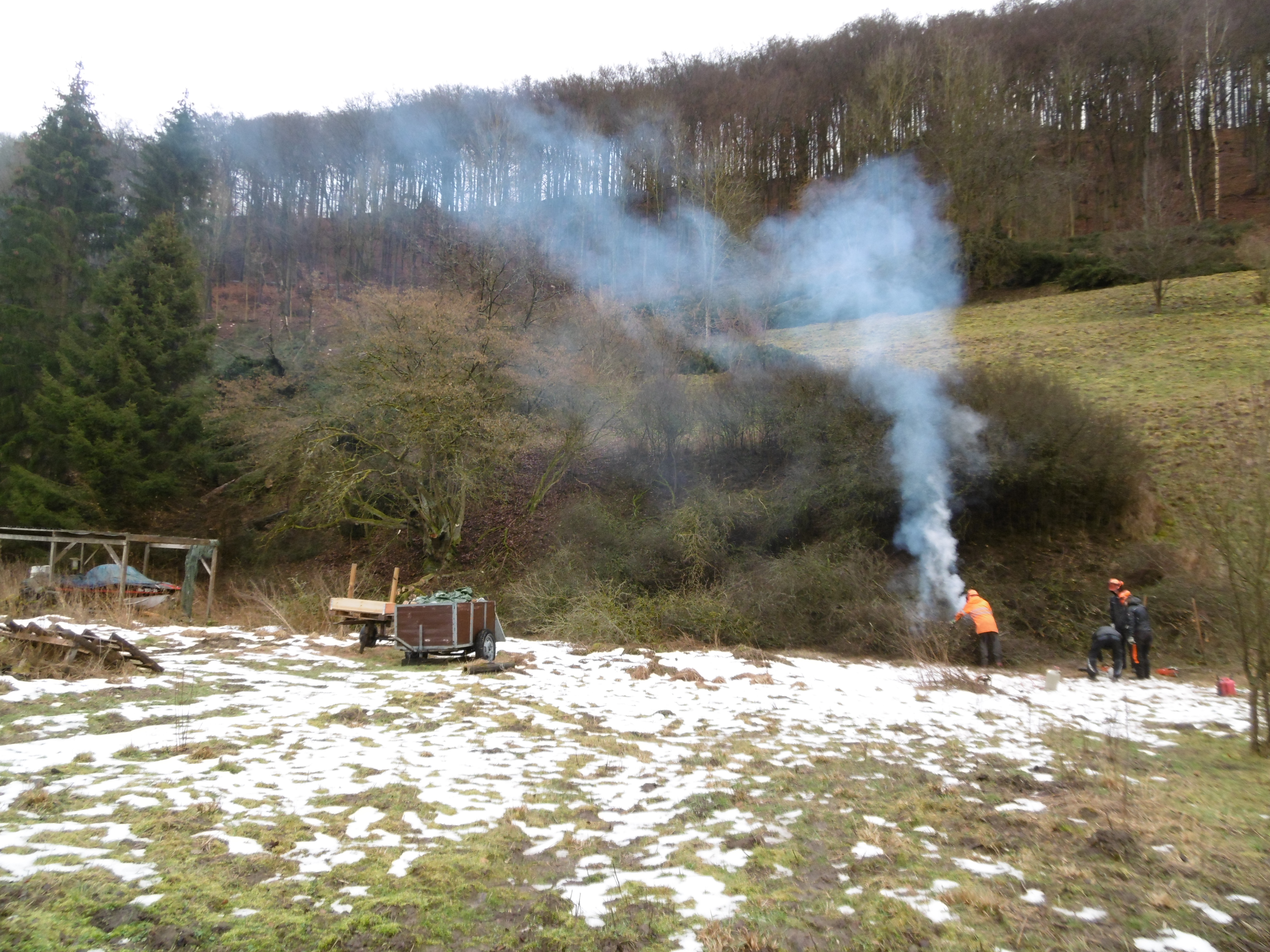
Landschaftspflegetrupp bei Entbuschungseinsatz auf Fläche des Verein für Natur- und Vogelschutz im Hochsauerlandkreis
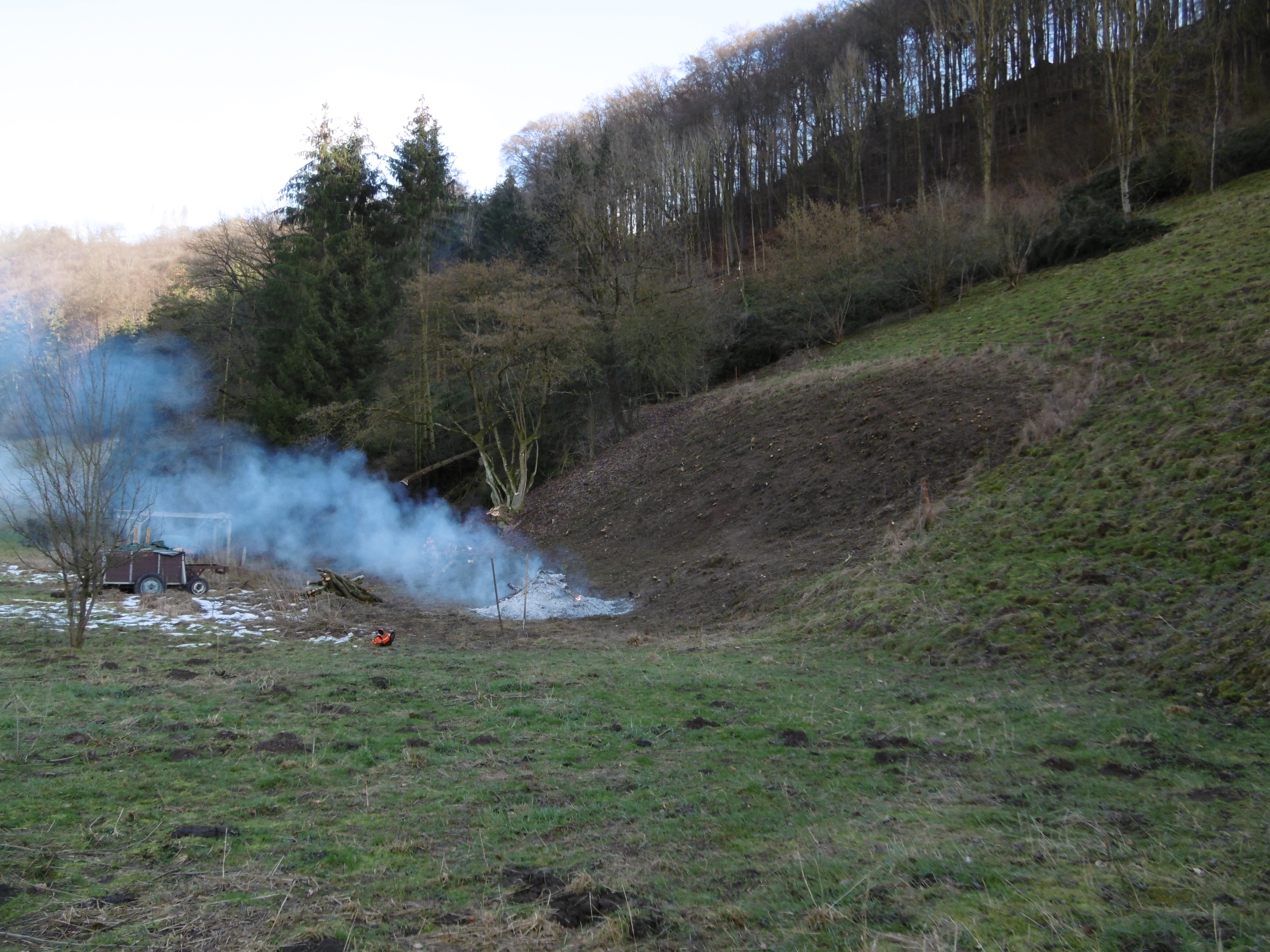
Fläche nach Entbuschung